# Cestice
Cestice – wieś (obec) na Słowacji położona w kraju koszyckim, w powiecie Koszyce-okolice. Pierwsze wzmianki o miejscowości pochodzą z roku 1317. 
Według danych z dnia 31 grudnia 2012, wieś zamieszkiwało 826 osób, w tym 415 kobiet i 411 mężczyzn.
W 2001 roku rozkład populacji względem narodowości i przynależności etnicznej wyglądał następująco:
- Słowacy – 51,63%
- Czesi – 0,25%
- Węgrzy – 47,24%

Ze względu na wyznawaną religię struktura mieszkańców kształtowała się w 2001 roku następująco:
- Katolicy rzymscy – 47,24%
- Grekokatolicy – 11,81%
- Ateiści – 2,76%
- Nie podano – 1,38%